# Braddock Heights
Braddock Heights és una concentració de població designada pel cens dels Estats Units a l'estat de Maryland. Segons el cens del 2000 tenia 4.627 habitants.

## Demografia
Segons el cens del 2000, Braddock Heights tenia 4.627 habitants, 1.684 habitatges, i 1.343 famílies. La densitat de població era de 242,1 habitants per km².
Dels 1.684 habitatges en un 35,9% hi vivien nens de menys de 18 anys, en un 69,9% hi vivien parelles casades, en un 7,1% dones solteres, i en un 20,2% no eren unitats familiars. En el 15% dels habitatges hi vivien persones soles el 5,1% de les quals corresponia a persones de 65 anys o més que vivien soles. El nombre mitjà de persones vivint en cada habitatge era de 2,71 i el nombre mitjà de persones que vivien en cada família era de 3,03.
Per edats la població es repartia de la següent manera: un 25% tenia menys de 18 anys, un 5,7% entre 18 i 24, un 26,9% entre 25 i 44, un 31,8% de 45 a 60 i un 10,6% 65 anys o més.
L'edat mediana era de 41 anys. Per cada 100 dones de 18 o més anys hi havia 96,7 homes.
La renda mediana per habitatge era de 71.932 $ i la renda mediana per família de 78.779 $. Els homes tenien una renda mediana de 52.179 $ mentre que les dones 38.063 $. La renda per capita de la població era de 29.621 $. Entorn de l'1% de les famílies i el 2,2% de la població estaven per davall del llindar de pobresa.

## Poblacions més properes
El següent diagrama mostra les poblacions més properes.